# تنها یک خیال
«تنها یک خیال» (انگلیسی: Just a Notion) ترانه‌ای از ابرگروه سوئدی موسیقی پاپ آبا است که در سال ۲۰۲۱ منتشر شد. این ترانه در اصل برای آلبوم آیا می‌خواهی (۱۹۷۸) نوشته شده بود؛ اما ۴۳ سال بعد در آلبوم سفر منتشر شد. آوازها و هم‌خوانی‌های مربوط به همان ضبط اصلی در سال ۱۹۷۸ است، اما سازبندی مجدداً انجام و هنگام به‌هم پوستن دوبارهٔ گروه انجام شد.

## جداول موسیقی
| جدول (۲۰۲۱)                                      | بالاترین رتبه |
| ------------------------------------------------ | ------------- |
| ایرپلی فنلاند (فهرست پخش رادیویی)                | ۹۹            |
| آلمان (جدول‌های رسمی آلمان)                       | ۳۶            |
| ترانه‌های برتر خارجی ژاپن (بیلبورد ژاپن)          | ۱۱            |
| هلند (۱۰۰ تک‌آهنگ برتر)                           | ۷۳            |
| تک‌آهنگ‌های داغ نیوزیلند (انجمن صنعت ضبط نیوزیلند) | ۲۷            |
| سوئد (فهرست برترین‌های سوئد)                      | ۲۲            |
| سوئیس (شوایزر هیت‌پاراد)                          | ۶۰            |
| تک‌آهنگ‌های بریتانیا (اوسی‌سی)                      | ۵۹            |